# Формализъм (изкуство)
Вижте пояснителната страница за други значения на формализъм.
В теория на изкуството формализъм е концепцията, че творбата на художника изцяло се разглежда от гледна точка на формата – начинът, по който е направена, нейните чисто визуални аспекти и материалите, от които е изработена. Формализмът набляга на композиционните елементи като цвят, линия, форма много повече, отколкото реализъм, контекст и съдържание.
Формализмът е и подход за разбирането на изкуството. Според формалистките разбирания всичко необходимо за възприемането на творбата се намира в самата нея, контекстът на нейното създаване, включително причини, исторически период или живота на артиста са смятани за имащи второстепенна важност. Този формален подход може да бъде използван и за сравняване и контрастиране на различните творби на изкуството, например в история на изкуството .